# Екіпаж

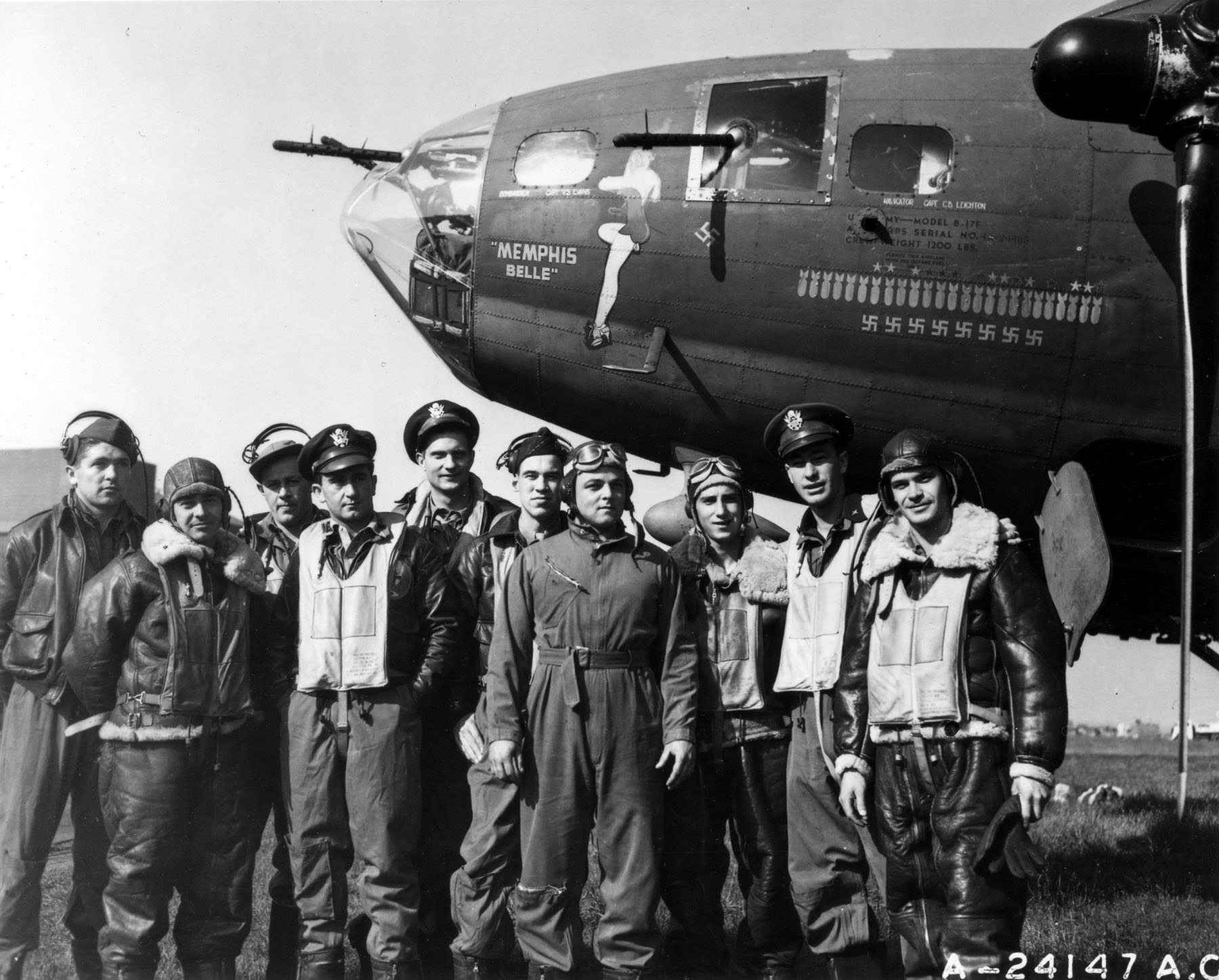
Екіпаж американського бомбардувальника Б-17 «Летюча фортеця»

Екіпа́ж (фр. equipage — «оснащення корабля»; «суднова команда», від équiper — «споряджати», «забезпечувати», «екіпірувати») — група людей, об'єднаних в якусь структуру або ієрархію з метою виконання спільної роботи або сумісного завдання. Слово «екіпаж» походить з практики мореплавання, де на вітрильниках люди, які виконують різні функції, об'єднувалися, для сумісного управління судном.
У сучасних збройних силах багатьох країн екіпажем називають членів команди, які об'єднані для виконання сумісного бойового завдання. Наприклад, екіпаж танка, екіпаж бомбардувальника, екіпаж бойової машини десанту, екіпаж корабля тощо.
У військово-морських силах флотським екіпажем називають берегову військову частину, склад військовослужбовців якої є джерелом поповнення екіпажів кораблів.

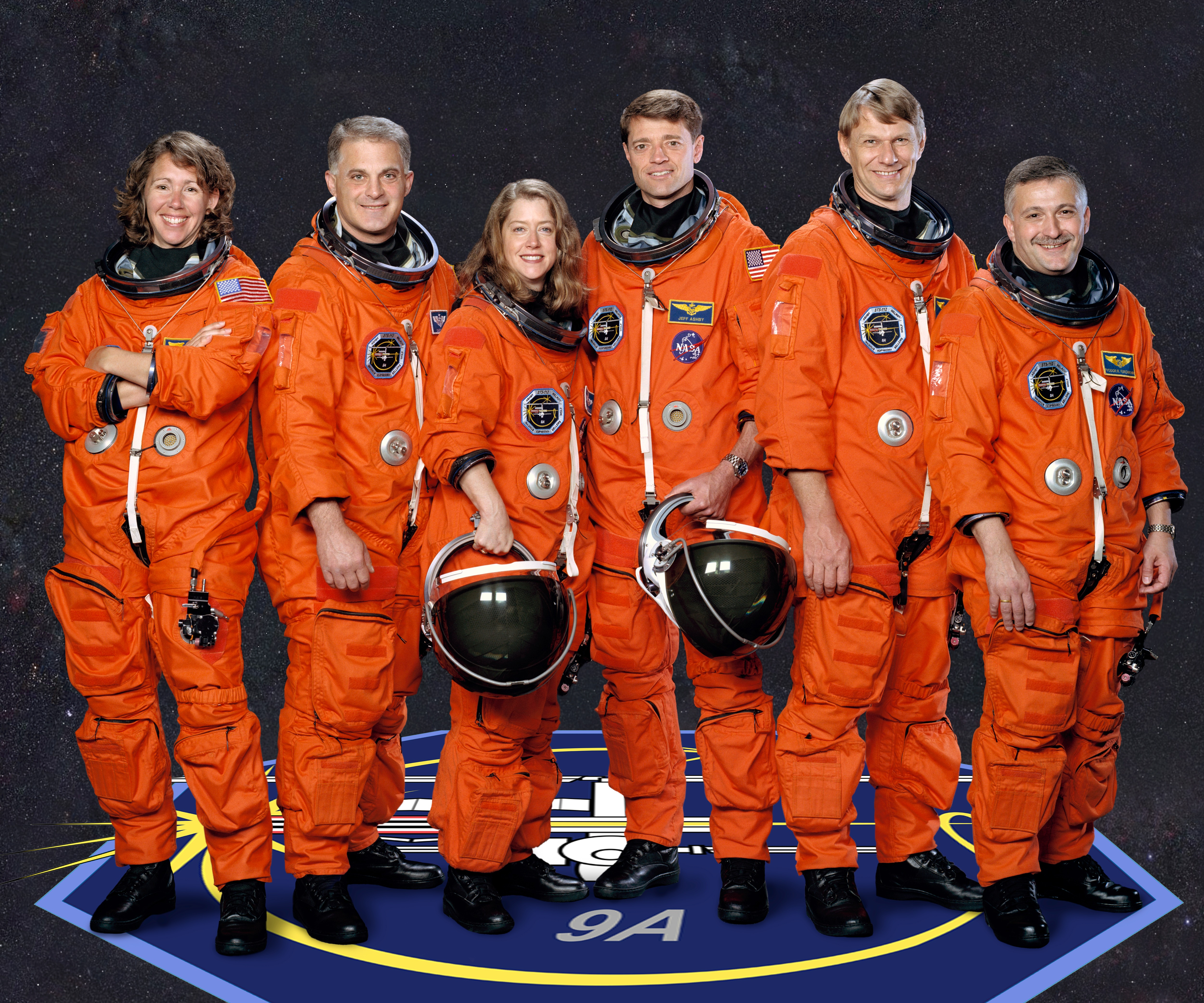
Екіпаж космічного корабля місії STS-112